# Pet prvih subota
Pobožnost pet prvih subota, također nazvana Čin zadovoljštine Bezgrešnom Srcu Blažene Djevice Marije, katolička je pobožnost koju je, prema riječima sestre Lúcije iz Fatime, zatražila Djevica Marija u ukazanju u Pontevedri, u Španjolskoj, u prosincu 1925. Pobožnost je odobrila Katolička Crkva.
To je pobožnost prema Gospi tijekom pet uzastopnih subota. U sklopu ove pobožnosti, preduvjet je ispovijed, nakon koje se pohađa Misu i prima Pričest kao nadoknadu za uvrede i nezahvalnosti koje se nanose Bezgrješnom Srcu Marijinu, a traži se i molitva pet desetica krunice i 15 minuta razmatranja o otajstvima (jednom ili više) krunice.

## Povijest
Pobožna praksa štovanja Blažene Majke u subotu drevni je običaj koji se uvelike pripisuje benediktinskom redovniku Alkuinu (735.-804.), „ministru obrazovanja” na dvoru Karla Velikog, koji je sastavio obrazac zavjetne mise za svaki dan u tjednu. Alkuin je sastavio dva obrasca za subotu u čast Mariji. Praksu su brzo usvojili i klerici i laici.
Praksu zadovoljštine Bezgrešnom Srcu Marijinu prve subote pokrenula je u Rovigu u Italiji Mary Inglese, članica trećeg Reda slugu Blažene Djevice Marije 1889. godine. Ona je među svojim prijateljima započela pobožnu praksu „Pričesti u naknadu za Bezgrešno Srce Marijino". Praksu je podržao biskup Antonio Polin iz biskupije Adria, a promicala su je društva diljem Italije i drugdje. Dana, 1. srpnja 1905. papa Pio X. odobrio je i dao oproste za praksu prvih subota u dvanaest uzastopnih mjeseci u čast Bezgrešnog začeća. Ova praksa uvelike je nalikovala zahtjevu Blažene Djevice Marije koji je izvijestila na ukazanjima u Pontevedri.
Inglese je željela osnovati redovničku družbu posvećenu apostolatu zadovoljštine Bezgrješnom Srcu Marijinu. Biskup Tommaso Pio Boggiani preporučio joj je, da se pridruži sestrama Reda slugu Blažene Djevice Marije, poznatim po svojoj pobožnosti Gospi Žalosnoj. Pridružila se njima kao sestra Mary Dolores 1911. Ona i utemeljiteljica majka Mary Elisa Andreoli revidirale su pravilo, čineći širenje pričesti zadovoljštine svake prve subote u mjesecu glavnim apostolatom družbe. Promijenili su i naziv zajednice iz „Sluge Marije” u „Sluge Marije od zadovoljštine”. Sestre su također izdavale mjesečnik, koji je pomogao u širenju pobožnosti diljem Europe.

## Pontevedra
U dobi od 14 godina, Lucia dos Santos, jedna od portugalskih vidjelica Gospe Fatimske, primljena je u školu sestara svete Doroteje u Vilaru, blizu grada Porta. Dana, 24. listopada 1925. godine ušla je u Institut sestara svete Doroteje kao postulantica u samostanu u Tuiju u Španjolskoj, odmah preko sjeverne portugalske granice.
Sestra Lúcia je kasnije izvijestila da joj se 10. prosinca 1925. Djevica Marija ukazala u samostanu u Pontevedri, a uz nju je na svjetlećem oblaku bilo Dijete Isus. Prema Lúciji, Marija je zatražila ustanovljenje pobožnosti pet prvih subota kao zadovoljštine za uvrede koje se čine njenom Bezgrešnom Srcu:
»Pogledaj, kćeri moja, moje Srce okruženo ovim trnjem kojim ga ljudi svaki čas ranjavaju svojim bogohuljenjem i nezahvalnošću. Ti me barem nastojiš utješiti i zato najavljujem: obećavam da ću u smrtnom času pomoći milošću potrebnom za spasenje svima onima koji će, s namjerom da mi učine zadovoljštinu, prve subote kroz pet uzastopnih mjeseci, ići na ispovijed, pričesti se, moliti pet desetica krunice i petnaest minuta razmišljati o petnaest otajstava krunice.«
Fatimski poklonici vjeruju da prve subote pomažu utješiti tugu Boga, Isusa i Djevice Marije zbog grijeha protiv njezina Bezgrješnog Srca.

## Čin zadovoljštine
- Sakramentalna ispovijed

Ispovijed se može obaviti u roku od osam dana prije ili nakon prve subote u mjesecu.
- Pričestiti se

Sveta pričest se može primiti u roku od 24 sata prve subote u mjesecu. Ako osoba ima valjan razlog da ne prisustvuje misi (mise nisu dostupne subotom, slaba pokretnost, neki drugi veliki događaj), može se posavjetovati sa svećenikom o primanju pričesti sljedeće nedjelje.
- Pet desetica krunice

- Razmatranje 15 minuta o otajstvima svete krunice (odvojeno od moljenja krunice.)

Svaka od četiri prakse mora se ponuditi kao zadovoljštinu za uvrede koje čine Bezgrešnom Srcu Marijinu.